# شیمی اکتینید

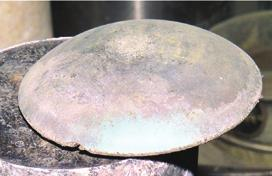
پولوتونیوم عنصری رادیواکتیو با عدد اتمی بیشتر از اورانیوم، فلزی از دسته اکتینیدها به‌شمار می‌رود.

شیمی اکتینید یا شیمی اکتینیدها یکی از شاخه‌های اصلی علم شیمی هسته‌ای است که پیرامون فرایندها و سیستم‌های مولکولی متشکل از عنصرهای اکتینید بحث می‌کند. نام شیمی اکتینیدها برگرفته از عنصر آکتینیوم از گروه سوم جدول تناوبی است. نماد شیمیایی غیررسمی An در مباحث کلی شیمی اکتینیدها برای نشان دادن هر یک از عنصرهای اکتینید به کار می‌رود. به جز یکی از اعضای گروه اکتینیدها، بقیه عنصرها جز عنصرهای دسته f جدول تناوبی به‌شمار می‌روند و در تمامی آن‌ها زیرلایه الکترونی 5f در حال پرشدن است. لورنسیوم که یکی از عنصرهای دسته d جدول تناوبی است نیز در میان اکتینیدها طبقه‌بندی می‌شود. در مقایسه با لانتانیدها و به خصوص عنصرهای دسته f آن‌ها، اکتینیدها ناپایداری بیشتری از خود نشان می‌دهند. دسته اکتینیدها دربرگیرنده ۱۵ عنصر شیمیایی فلزی است که این عنصرها از آکتینیوم تا لورنسیوم اعداد اتمی ۸۹ تا ۱۰۳ را به خود اختصاص داده‌اند.

## شاخه‌های مورد بحث

### شیمی اورگانواکتینید (شیمی ترکیب‌های آلی دارای اتم فلزی)
برخلاف سرعت پیشرفت و گسترش اکثر ترکیب‌های آلی دارای اتم فلزی متصل به اتم کربن که اخیراً کشف شده‌اند (از ۱۹۵۵ تا کنون)، پیشرفت در شیمی اورگانواکتینید رشد قابل توجهی در طی ۱۵ سال اخیر داشته‌است. در این مدت، علم ترکیب‌های آلی فلزی دارای زیرلایه 5f به شکوفایی رسید و به سهولت می‌توان مشاهده کرد که اکتینیدها حاوی مطالب ازرشمند، پیچیده و تأثیرگذار در شیمی ترکیب‌های آلی فلزی هستند. شباهت‌ها و تفاوت‌های اساسی آن‌ها با عنصرهای دسته d مشخص شده‌است. عنصرهای اکتینید توانایی چرخاندن گروه‌های عاملی فعال در ساختار ترکیب‌های آلی یا چسبیدن به کربن را توسط پیوندهای کووالانسی دارند.

### ترمودینامیک اکیتینیدها
اهمیت داشتن مقادیر کمی ترمودینامیکی معین و دقیق برای عنصرهای اکتینید و ترکیب‌های آن‌ها از ابتدای پروژه منهتن کاملاً درک شده‌بود؛ همان موقع که تیم تحقیقاتی متشکل از دانشمندان و مهندسان در حال آغاز برنامه‌هایشان برای بهره‌برداری از انرژی هسته‌ای در جهت فرایندهای نظامی بودند. بعد از پایان جنگ جهانی دوم، اصول عملیاتی و تمامی ابزارهای کاربردی به‌طور ویژه‌ای تحت تأثیر تحقیقات رو به جلوی ترمودینامیک اکتینیدها قرار گرفتند.

### نانوتکنولوژی و مباحث ابرمولکولی شیمی اکتینیدها
امکان استفاده از خاصیت‌های منحصربه‌فرد لانتانیدها در نانوتکنولوژی در عمل به اثبات رسیده‌است. منشأ خاصیت‌های اپتیکال (نوری) خطی و غیرخطی ترکیب‌های لانتانیدها در هنگام اختلاط با فتالوسیانین‌ها، پروفیرین‌ها، نفتالوسیانیدها و سایر مواد مشابه و پیش‌بینی نحوه واکنش با مواد غیرفعال و واکنش‌ناپذیر در سطح فعال لانتانیدها بحث شده‌است. بر اساس ساختار الکترونی و خاصیت‌های لانتانیدها و ترکیب‌هایشان مانند شاخصه‌های اپتیکی و مغناطیسی، هدایت الکترونی و یونی و تغییرات جاذبه‌ای موتورهای مولکولی طبقه‌بندی شدند: موتورهای با سرعت پرشدن بالا یا موتورهای حافظه ذخیره‌ای، موتورهای مولکولی ثبت‌کننده انرژی‌های نوری بر اساس عنصرهای Ln(II) و Ln(III)، موتورهای مولکولی الکتروشیمیایی دارای بلورهای سیلیکات و فسفات، موتورهای مولکولی که عملکرد آن‌ها بر اساس فاز هدایتی و انتقالی عایق‌های نیمه‌رسانا یا فلز-نیمه‌رسانا یا فلز-ابررسانا است، موتورهای مولکولی الکترولیتی جامد و در آخر موتورهای مولکولی کوچک‌شده برای تجزیه و تحلیل‌های پزشکی. نشان داده‌شده‌است که نانوذرات ترکیب‌های Ln x M y که از لحاظ ترمودینامیکی پایدار هستند می‌توانند توسط عنصرهای دسته d که پس از عنصرهای فلزی منگنز، تکنسیم و رنیوم در جدول تناوبی واقع شده‌اند، تشکیل شوند.

### بیولوژی و شیمی محیط زیست اکتینیدها
به‌طور کلی، ترکیب‌های نامحلول اکتینیدها نظیر اکسید اورانیوم و سوخت مخلوط MOX با اندک تأثیراتی قادراند که از سیستم گوارشی عبور کنند؛ چراکه موادی انحلال‌ناپذیری هستند و توسط بدن جذب نمی‌شوند. گاز استنشاق شده ترکیب‌های اکتینیددار هرچه بیشتر در شش‌ها باقی بمانند در بدن شروع به تشعشع به سوی بافت‌ها می‌کنند و در نتیجه باعث بروز آسیب می‌شود. اکسیدهای خوراکی پایدار و کم واکنش و انحلال‌پذیری هم‌چون نیترات در جریان خون بدن جذب می‌شوند. اگر این اکسیدها تنفس شوند برای مواد جامد درون شش‌ها این امکان فراهم می‌شود تا در آن حل شده و شش‌ها را ترک کنند. در نتیجه غلظت مواد در شش‌ها کاهش می‌یابد.
رادون و رادیوم اکتینید نیستند؛ در حالی که هر دوی این عنصرها هسته‌های دختر ناشی از واپاشی اورانیوم هستند. جنبه‌های بیولوژیکی و آثار محیط زیستی در مورد رادیوم موجود در طبیعت مورد بحث قرار می‌گیرد.

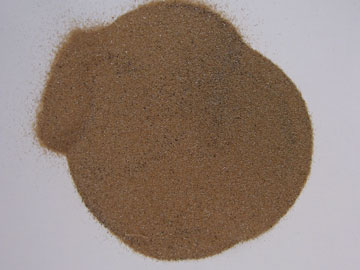
مونازیت، یک فسفات توریوم معدنی و کم‌یاب در زمین که از منابع اولیه توریوم جهان به‌شمار می‌رفته‌است.

در هند، مقدار زیادی از کانی‌های توریوم در شکل مونازیت در رسوب‌های شن‌زارهای تپه‌های ساحلی نواحی شرقی و غربی یافت می‌شود که به‌طور عمده در نواحی ساحلی تامیل نادو قرار دارند. ساکنین این نواحی به‌طور متوسط ده برابر سایر افراد عادی در سراسر جهان در معرض تشعشعات این مواد قرار دارند.
عنصر توریوم ارتباط تنگاتنگی با سرطان کبد دارد. در گذشته اکسید توریوم به عنوان ماده‌ای برای ظهور عکس‌های پزشکی اشعه X در رادیوگرافی به کار می‌رفته‌است ولی این استفاده هم‌اکنون متوقف شده‌است. این ماده تحت نام توروتراست به فروش می‌رسیده‌است.
اورانیوم تقریباً به فراوانی عنصرهای آرسنیک و مولیبدن است. مقدار قابل توجهی از اورانیوم در برخی مواد مثل ترکیب‌های فسفات‌دار سنگ‌های رسوبی وجود دارد و مواد معدنی مثل زغال سنگ لیگنیت و خاک‌های مونازیت نیز حاوی منابع غنی کانی‌های اورانیوم هستند. (از این منابع به جهت استفاده‌های تجاری بهره‌برداری می‌شود) آب دریا حاوی حدود ۳٫۳ قسمت در میلیون جرمی از اورانیوم (IV) هستند که این ماده ترکیب‌های کمپلکس کربن‌دار انحلال‌پذیری را شکل می‌دهد. جداسازی اورانیوم از آب دریا به صورت عنصری انجام می‌گیرد. به سبب فعالیت ویژه بسیار کم اورانیوم عنصری، آثار شیمیایی آن بر حیات مواد گاهی اوقات اهمیت بیشتری از تأثیرات رادیواکتیوی آن دارد.
پولوتونیوم مثل سایر اکتینیدها به راحتی پولوتونیوم اکسید تشکیل می‌دهد (پولوتونیل). در طبیعت هسته پولوتونیل به راحتی تشکیل کمپلکس‌های کربن‌دار می‌دهد و مانند سایر آنیون‌های اکسیژن مثل هیدروکسیدها، نیترات‌ها، نیتریت‌ها و سولفات‌ها کمپلکس‌های بارداری تشکیل می‌دهد که می‌توانند با اندک نیروهای جاذبه‌ای خاگ به سادگی جابه‌جا شوند.

## واکنش‌های هسته‌ای
برخی از شواهد جدید در شکافت‌های هسته‌ای باعث پیدایش ایزوتوپ‌های کم عمری از باریم شد که می‌بایست به دور از نوترون‌های ساطع شده از اورانیوم نگه‌داری شوند. (139Ba با نیمه عمر ۸۳ دقیقه و 140Ba با نیمه عمر ۱۲٫۸ روز از جمله مهم‌ترین فراورده‌های شکافت اورانیوم به‌شمار می‌روند) در این دوران این موضوع مورد بحث بود که این‌ها ایزوتوپ‌های جدید رادیوم هستند. در ادامه این ایزوتوپ‌ها به عنوان مواد رادیوشیمیایی استانداردی به‌شمار رفتند که از آن‌ها به عنوان حامل رسوب‌های باریم سولفات برای محافظت از رادیوم استفاده شد.